# Arachniodes gansuensis
Arachniodes gansuensis là một loài thực vật có mạch trong họ Dryopteridaceae. Loài này được (Ching) Y.T. Hsieh miêu tả khoa học đầu tiên năm 1984.